# Batchelor (Australien)
Batchelor ist eine Siedlung am Rande des Litchfield-Nationalparks im Northern Territory in Australien. Batchelor hatte im Jahre 2021 eine Einwohnerzahl von 371. Der Ort wurde nach dem australischen Politiker Lee Batchelor benannt.

## Geschichte
Batchelor wurde in der Nachkriegszeit ausgebaut, als in der etwa 8 km nördlich gelegenen und vom Unternehmen Rio Tinto Group betriebenen Rum-Jungle-Mine Uran abgebaut wurde. In den frühen 1970er Jahren wurde die Existenz des Ortes nach Schließung des Bergwerks und mit der Gründung des Litchfield-Nationalparks auf eine neue Grundlage gestellt.
Ab 1976 betrieben osttimoresische und australische Aktivisten bei Batchelor eine Funkstation, mit der man mit dem bewaffneten Widerstand gegen die indonesischen Invasoren in Osttimor Kontakt hielt und Nachrichten von Radio Maubere in Australien weiter verbreitete.

## Klima
Batchelor weist in der Regel durchgehend hohe Temperaturen auf, wobei der Monat Oktober mit einem mittleren Maximum von 37,0 °C der heißeste Monat ist. Die kältesten Monate sind Juni und Juli mit einem mittleren Maximum von 31,4 °C (Juni) bzw. einem mittleren Minimum von 15,9 °C (Juli). Die niedrigste je gemessene Temperatur von 6,9 °C wurde am 19. Juni 2004 erfasst. Im Mittel fallen pro Jahr 1479 mm Niederschlag, wobei es erhebliche saisonale Unterschiede gibt: Die mittlere Niederschlagsmenge des Monats Juli liegt bei 0,0 mm und das Maximum bei 0,2 mm. Im Februar, dem regenreichsten Monat, gibt es hingegen durchschnittlich 364 mm Niederschlag.
Zu beachten ist, dass die Messungen erst 1992 (Temperaturen) bzw. 1994 (Niederschlag) begonnen haben.

## Verkehr
Batchelor liegt etwa 9 km (Luftlinie) westlich des Stuart Highway, der Darwin mit Adelaide verbindet. Fernbusse ins etwa 100 km entfernte Darwin, nach Adelaide und Perth halten an der Abzweigung. Die Fahrzeit nach Darwin beträgt etwa 1,5 Stunden, nach Alice Springs etwa 20 Stunden.
Obwohl die Bahnverbindung zwischen Darwin und Alice Springs nur wenige Kilometer von Batchelor entfernt verläuft, hält dort kein Zug.
Am Stuart Highway liegt das aus dem Zweiten Weltkrieg stammende Flugfeld Coomalie Creek Airfield.